# Palaquium ottolanderi
Palaquium ottolanderi är en tvåhjärtbladig växtart som beskrevs av Sijfert Hendrik Koorders och Theodoric Valeton. Palaquium ottolanderi ingår i släktet Palaquium och familjen Sapotaceae. Inga underarter finns listade i Catalogue of Life.